# Roberto Giannoni
Roberto Giannoni (Genova, 16 febbraio 1934 – Milano, 12 luglio 2016) è stato uno scrittore e poeta dialettale italiano.
La posizione di Giannoni nella poesia genovese e in generale dialettale contemporanea è particolare, come sottolineato da Franco Brevini, in quanto si tratta di un autore di poesie narrative ed antiliriche, e che anche per questo motivo ha utilizzato una lingua arcaizzante.
Giannoni si è richiamato esplicitamente ad autori del primo Novecento, come Pascoli e Gozzano, benché li abbia riletti alla luce delle successive acquisizioni della poesia e della cultura in generale, dalla psicanalisi alla linguistica, dall'economia alla teologia.

## Biografia
Roberto Giannoni era nato a Genova, nel quartiere di Carignano, nel 1934, da una famiglia della piccola borghesia degli affari, il padre era procuratore di borsa. 
La prima esperienza significativa della sua vita è stato lo sfollamento dal 1942 al 1946 nel paese d'origine della famiglia, Ponzano Superiore, in Lunigiana, a causa dei bombardamenti e della guerra. Qui Giannoni ebbe modo di conoscere sia il mondo contadino che gli orrori della guerra (il paese si trovava nelle retrovie della Linea Gotica). 
Tornato a Genova, Giannoni aveva conseguito la maturità presso il Liceo ginnasio Andrea D'Oria, dove aveva appreso la versificazione italiana classica ed era stato allievo di Mario Puppo. Fra i compagni di scuola che frequentava c'erano Paolo Villaggio, Paolo Fresco, Romolo Rossi, Fabio Capocaccia, Lucio Luzzatto, Giovanni Cereti. 
Quindi si era laureato alla Facoltà di Giurisprudenza dell'Università di Genova. Negli stessi anni frequentava assiduamente il Cineforum e il Cine Club genovesi, dove aveva conosciuto Claudio Bertieri, Claudio G. Fava e padre Arpa. 
Si era poi trasferito a Torino nel 1959 per entrare a lavorare alla RAI, come impiegato nei settori immobiliare e poi fiscale. Vivere lontano dalla propria città è stata l'occasione per accorgersi dell'"autoreferenzialità municipale" dei genovesi, e uscirne.
Nel 1978 venne trasferito alla sede RAI di Milano, dove si è occupato di appalti e di abbonamenti, e dove ha continuato a vivere anche dopo il pensionamento. Nel 1992-93 aveva partecipato con una rubrica fissa (un gioco per gli spettatori) alla trasmissione Parlato semplice condotta da Luigi Necco. 
Intanto, Giannoni aveva iniziato a scrivere poesie nel 1972 come effetto di una terapia analitica junghiana, quindi come lavoro di scavo interiore, di scoperta delle parti inconsce e rimosse di sé.
Tuttavia, a causa dell'"ansia individualistica di auto-emarginazione" di cui parla Toso, non aveva pubblicato nulla fino al 1987, quando "La Strada del Sale" pubblicò 'E gagge. Il libro non ebbe molta eco a Genova, ma ricevette recensioni favorevoli (fra cui quelle di Franco Brevini, Stefano Verdino, Bruno Nacci, Renato Martinoni e Fiorenzo Toso), che permisero a Giannoni di entrare in contatto con gli altri maggiori poeti dialettali contemporanei: Raffaello Baldini, Franco Loi, Achille Serrao, Amedeo Giacomini.
Dopo dieci anni è uscita presso Menconi Peirano Editori la seconda raccolta,  'E trombe; e nel 2003 è stata pubblicata anche la plaquette Se mai ven ciæo.
Giannoni ha ricevuto pochi premi letterari, il più importante è probabilmente il Premio Speciale LericiPea “Paolo Bertolani”, assegnatogli nel 2007.
Giannoni è morto a Milano nel 2016.

## Lingua, metrica, ortografia
Giannoni non hai mai parlato abitualmente il dialetto e inoltre quando ha iniziato a scrivere poesie non viveva a Genova da più di dieci anni. In effetti la sua scelta linguistica è coerente con la ricerca psicoanalitica: ha ricostruito la lingua che ricordava di aver ascoltato dagli adulti quand'era bambino, il genovese della prima metà del Novecento. Ma la scelta di un dialetto arcaico ha anche un significato polemico nei confronti della lingua italianizzante ormai parlata in città e usata dai poeti dialettali più in voga, da Nicolò Bacigalupo a Edoardo Firpo. La critica verso la città è passata anche attraverso la critica del suo dialetto.
Oltre che lingua dell'inconscio, per Giannoni il dialetto è anche lingua della quotidianità: nella prefazione alla seconda raccolta ha spiegato che "si è dialettali per buona parte della nostra vita e [...] lo siamo anche riguardo al 'mondo' nel suo complesso , al significato che gli diamo, alla maniera in cui concepiamo la storia degli uomini e le vicende macro-economiche e macro-politiche". 
In varie poesie questa lingua arcaizzante è ulteriormente "intarsiata" da frasi nelle lingue dei paesi con cui Genova commercia, o in cui sono scritti i testi religiosi letti dai personaggi. In generale la lingua di Giannoni mescola "arcaismi e forestierismi, gergalismo e tecnicismi", il tutto in evidente contrasto con la tradizione "firpiana".
Coerentemente con la sua poetica antimoderna Giannoni usa la metrica classica sette-ottocentesca, soprattutto le quartine di endecasillabi, che peraltro "destruttura" mediante un ampio ricorso agli enjambements. Le rime sono perlopiù alternate.
Giannoni ha dato importanza anche all'ortografia, in quanto ha constatato che sempre meno genovesi sono in grado di leggere il dialetto, mentre il pubblico della poesia dialettale non è più separato per città, ma è diventato nazionale ed è abituale leggere autori in dialetti diversi dal proprio. Per questo ha elaborato una grafia che fosse univoca nel rappresentare le vocali aperte e chiuse, nonché lunghe e brevi, i dittonghi, le esse sorde e sonore.
Infine, Massimo Bacigalupo ha definito Giannoni poeta doctus per la ricchezza di riferimenti contenuti nelle poesie, che si concretizzano nelle traduzioni italiane e soprattutto nell'abbondanza di note di cui sono corredate le poesie.

## Temi
Giannoni rifugge sia dal tradizionale bozzettismo vernacolo, sia dal lirismo in dialetto che viene chiamato "neodialettale". Infatti è un poeta "rigorosamente antilirico", che rinuncia cioè alla narrazione in prima persone delle proprie emozioni: lascia che siano i personaggi a parlare, come se un borghese o un popolano raccontassero un pettegolezzo al caffè.
Il tono è perciò affabulatorio: tuttavia sotto lo scorrere della narrazione si cela l'"osservazione impietosa" delle condizioni esistenziali, individuali e collettive. 
Benché Giannoni non vivesse più a Genova da decenni e non avesse nostalgia di tornarvi, era affascinato dalla ricchezza di storia e di relazioni della città, e perciò l'ambientazione delle poesie è spesso quella del centro storico di Genova, descritto in termini cupi, quasi "archeologici". La cupezza è collegata anche al carattere della borghesia genovese, ma in Giannoni è resa angosciosa dalla decadenza della città. La città è descritta con precisione di luoghi e di abitudini, ma diventa per Loi un luogo metafisico della sofferenza umana: la discesa nel ventre di Genova diventa perciò una discesa nell'inconscio dolente dell'autore e di un'intera civiltà. I temi sono perciò quelli esistenziali della morte, del dolore, del sesso, del rapporto col divino.
Nella seconda sezione delle Gagge, intitolata Fœa d'o Dassio ("Fuori dalla cinta daziaria"),  Giannoni narra i grandi miti dell'umanità (la mitologia greca e germanica, alcuni episodi biblici) come fossero racconti di marinai genovesi, unendo il realismo del dialetto e la mimesi del parlato al favoloso dell'ambientazione esotica, le espressioni gergali a quelle nelle diverse lingue del mondo, e ottenendo così un abbassamento del registro narrativo.
La seconda silloge,  'E trombe, raccoglie molte poesie di tema religioso, in cui viene espressa la spiritualità di Giannoni, "intellettualisticamente nutrita di dubbio", ma anche alcuni componimenti che riflettono in versi sull'attività economica e lavorativa, così importante per i genovesi.
La plaquette del 2003 Se mai ven ciæo, per stessa ammissione della autore nella premessa al libro, è formata da ventun poesie liriche e perciò a sé stanti rispetto al resto della produzione. Tali componimenti, tuttavia, rimarrebbero, secondo Giannoni, dialettali, in quanto le immagini e il lessico sono quelle di chi parla in dialetto.
È rimasta inedita la raccolta  'A serva d'o sciô Biørnvik in cui Giannoni ha rivisitato la storia novecentesca di Genova in chiave di denuncia della decadenza della borghesia cittadina dalla Belle Epoque al "rampantismo" degli anni Ottanta.